# Pachycondyla crassinoda
Pachycondyla crassinoda (лат.) — вид муравьёв (Formicidae) рода Pachycondyla из подсемейства Ponerinae (Ponerini). Распространён в тропиках и субтропиках Нового Света.

## Распространение
Южная Америка: Боливия, Бразилия, Венесуэла, Гайана, Колумбия, Парагвай, Перу, Французская Гвиана и Эквадор. 

## Описание
Крупные муравьи (длина самок и рабочих около 2 см) чёрного цвета (самцы мельче, до 15 мм). Петиоль высокий и толстый, его передняя и задняя поверхности субпараллельны друг к другу (на виде сбоку петиоль почти прямоугольный). Всё тело покрыто длинными (до 1 мм) отстоящими волосками и мелкими пунктурами.
Муравейники под гнилыми стволами или в поврежденных деревьях. Крылатые самки отмечаются в мае (Эквадор), июле (Венесуэла и Перу), а в ловушки попадались в октябре (Венесуэла) и декабре (Эквадор). Одна семья была обнаружена в гнезде Eciton rapax (Eciton). Хищники на термитах родов Cornitermes, Labiotermes, Syntermes. Среди паразитов муравьёв известны мухи-горбатки вида Kapala cuprea (на куколках; данные Myers, 1931), а также энтомопатогенные грибы вида Ophiocordyceps australis (Sanjuan et al., 2015).

## Генетика
Диплоидный набор хромосом 2n = 62.

## Систематика
Вид был впервые описан в 1802 году французским энтомологом Пьером Андре Латрейлем под первоначальным названием Formica crassinoda Latreille, 1802 по материалам из Французской Гвианы. С 1858 года включался в род Pachycondyla: Brown, in Bolton, 1995. Включён в комплекс видов Pachycondyla crassinoda species complex.
Сходен с такими видами как Neoponera procidua, P. harpax, P. striata, P. impressa и P. lenis.